# Utsuroi Yoku Mono
Utsuroi Yuku Mono is een muziekalbum van de Japanse band Kenso. Het album is alleen uitgegeven in Japan en is sporadisch in de rest van de wereld te vinden. Men moet daarbij veelal gebruikmaken van internetwinkels. De muziek is wederom een mix van progressieve rock en jazzrock, meest instrumentaal. Op een aantal tracks wordt gezongen.

## Musici
- Yoshihisa Shimizu / gitaar, synthesizers, volksinstrumenten
- Kenichi Oguchi / orgel, synthesizers
- Kenichi Mitsuda / toetsen, accordeon
- Shunji Saegusa / basgitaar
- Keisuke Komori / slagwerk

Gasten:
- Keiko Kawashima / Flamencozang and -percussie
- Hiroshi Nambu / rebab

## Composities
1. Itamashiki Kaimei (2:30) (Shimizu)
2. Anokoro Moby Dick to (4:21) (Shimizu)
3. Sokowamaa Sokohakatonaku (2:28)(Shimizu)
4. Rhyme-stone in Cotswolds (4:51) (Shimizu)
5. Ubud Neiribana Genchou (5:20)(Shimizu)
6. Shiduka eno Tobira (3:36) (Shimizu)
7. Kodama no Mau Joukei (4:07)(Komori)
8. A single moment of Life (2:13)( Saegusa)
9. GOS (8:05) (Oguchi)
10. Wakuwaku Lehigh Valley (3:12) Shimizu)
11. Kowakujima ni Uta wa (5:08)(Keiko Kawashina)
12. Mitsunawa 6/8 (3:40) (Shimizu)
13. Kaze no naka no Fyilin (1:39) (Shimizu)
14. Akatsuki ni Gakushi ga (3:06) (Shimizu)
15. Codon 1 (1:48) (Komori / Kawashima / Oguchi)
16. Codon 3 (2:20) (Komori / Kawashina / Kenichi Mitsuda)
17. Codon 2 (2:33) (Komori / Kawashima / Shimizu)